# Cypripedium margaritaceum
Cypripedium margaritaceum — вид многолетних травянистых растений секции Trigonopedia рода Башмачок (Cypripedium), семейства орхидных (Orchidaceae). Является типовым видом секции Trigonopedia. Эндемик Китая.
Относится к числу охраняемых видов (II приложение CITES).
Китайское название: 斑叶杓兰 ban ye shao lan.

## История описания
Типовой экземпляр был собран 4 июня 1883, французским иезуитом миссионером Жаном-Мари Делаваем (Jean Marie Delavay (1838—1895)) в горной системе Cang Shan в северо-западной части провинции Юньнань, в горах над древним городом Dali, который находится между озером Erhai хребтом Cang Shan.
Французский ботаник А. Р. Франше, описал Cyp. margaritaceum на основании гербарного экземпляра и опубликовал его в переводе китайской энциклопедии «Иллюстрированный Трактат Известных культивируемых Растений Китая», изданном в 1848 году. Секции Trigonopedia получила свое название в связи с тем что у типового экземпляра, при гербаризации, губа оказалась очень деформированной. В её естественной форме губа вздута и хорошо округлена. У сплющенного гербарного экземпляра появляются острые края и треугольная форма губы. Название Trigonopedia, означает «треугольная нога», хотя А. Р. Франше конечно намеревался назвать это «треугольный башмачёк». Он не мог предположить, что у этого башмачка и в самом деле лепестки так прижаты друг к другу и к губе, как изображено на китайском рисунке, хотя это было также ясно описано в китайском тексте. Сегодня, мы знаем, что этот прижатие лепестков к губе — характерно для всех представителей секции Trigonopedia.
А. Р. Франше отметил другую специфическую особенность этого нового вида: очевидное отсутствие прицветника. Это привело к более позднему названию для этой группы, ebracteate cypripedium (безприцветниковые башмачки). Фактически, прицветник присутствует, но он большой и внешне идентичен единственному настоящему листу, поэтому создается впечатление что у растения будто бы два прижатых к земле листа, и нет прицветника. (У всех разновидностей секций Trigonopedia и Sinopedilum есть этот большой листовидный прицветник и единственный лист).

## Ботаническое описание
Растения 7—11 см высотой, с крепким корневищем. Стебель прямостоячий, обычно 2—5 см, голый, покрыт 2 листовыми влагалищами.
Лист один. Листовые пластинки тёмно-зелёные с черноватыми фиолетовыми пятнами, широко яйцевидные до округлых, 10—15 × 7—13 см, тупые или остроконечные.
Соцветие верхушечное, с 1 цветком.
Цветок жёлтый, отмеченный тёмно-бордовыми продольными полосами на чашелистиках и лепестках и пятном на губе; стаминодий тёмно-бордовый. Спинные чашелистики широко яйцевидные, 3—4 × 2,5—3,5 см, коротковолосистые по жилкам, парус эллиптически-яйцевидный, немного короче, чем спинные чашелистики, 2—2,5 см шириной. Лепестки косо продолговато-ланцетные, изогнутые вперёд, охватывая губу, 3—4 × 1,5—2 см, коротковолосистые по жилкам, острые; губа 2,5—3 см, с бугорками на передней поверхности. Стаминодий около 1 см. Фантастическая форма и окраска цветка намекают на опылителей — мух. Пятна на листьях так же вероятно увеличивают привлекательность для мух, имитируя падаль и экскременты. Но, Cyp. margaritaceum и его родственники не испускают соответствующий аромат, в отличие от некоторых представителей рода Bulbophyllum.
Цветение: май-июль.

## Распространение
Китай (запад Сычуань, северо-запад Юньнань. Травянистые склоны, разреженные леса на высотах 2500 — 3600 метров над уровнем моря.
Cyp. margaritaceum часто растет рядом с другими видами башмачков, такими как Cypripedium plectrochilum, Cypripedium flavum, Cypripedium tibeticum, Cypripedium yunnanense и Cypripedium forrestii, в той же почве и при тех же условиях. Типичные почвы на которых он произрастает — хорошо дренированные, нейтральные или очень слабокислые (pH приблизительно 6,5). Корневище и корни расположены в рыхлой минеральной глинистой почве(а не в слое поверхностного листового опада или лесной подстилке), под суглинком расположены известняковые породы. Вид хорошо приспособлен для обитания под пологом разреженного леса с недолгим периодом прямого солнечного света, растёт так же и среди зарослей невысоких кустарников, и разреженных сосновых рощах. Почва вокруг башмачка обычно прикрыта не толстым ковром из сосновых иголок или опавших листьев, мхами и не густо растущих злаков.

## В культуре
Cyp. margaritaceum экспортировался в Европу и США в 90-е годы XX века. Очень сложный в выращивании вид. Большинство растений погибло. С начала 2000-х годов этот вид практически не реализуется. Возможно, несколько вывезенных из природы растений где-то выращивается, но никто сведений о их культивировании в открытом грунте отсутствуют. Агротехника аналогична Cypripedium lichiangense.  
Зоны морозостойкости: 6—7.
В условиях Москвы и Тверской области (Андреапольский район) выпал после первой зимовки.

## Классификация

### Таксономия
Вид Cypripedium margaritaceum входит в род Башмачок (Cypripedium) семейства Орхидные (Orchidaceae) порядка Спаржецветные (Asparagales).
|  |                                      |  |                                                             |                                                             |                    |  | ещё 24 семейства (согласно Системе APG II) | ещё 24 семейства (согласно Системе APG II) |                               |  |  |  | ещё около 45 видов |
|  |                                      |  |                                                             |                                                             |                    |  | ещё 24 семейства (согласно Системе APG II) | ещё 24 семейства (согласно Системе APG II) |                               |  |  |  | ещё около 45 видов |
|  |                                      |  |                                                             | порядок Спаржецветные                                       |                    |  |                                            |                                            | род Башмачок                  |  |  |  |                    |
|  |                                      |  |                                                             | порядок Спаржецветные                                       |                    |  |                                            |                                            | род Башмачок                  |  |  |  |                    |
|  | отдел Цветковые, или Покрытосеменные |  |                                                             |                                                             | семейство Орхидные |  |                                            |                                            | вид Cypripedium margaritaceum |  |  |  |                    |
|  | отдел Цветковые, или Покрытосеменные |  |                                                             |                                                             | семейство Орхидные |  |                                            |                                            |                               |  |  |  |                    |
|  |                                      |  | ещё 44 порядка цветковых растений (согласно Системе APG II) | ещё 44 порядка цветковых растений (согласно Системе APG II) |                    |  |                                            | ещё около 880 родов                        | ещё около 880 родов           |  |  |  |                    |
|  |                                      |  |                                                             | ещё 44 порядка цветковых растений (согласно Системе APG II) |                    |  |                                            |                                            | ещё около 880 родов           |  |  |  |                    |